# كلايد مودي
كلايد مودي (بالإنجليزية: Clyde Moody)‏ هو كاتب أغاني أمريكي، ولد في 19 سبتمبر 1915، وتوفي في 7 أبريل 1989.

## وصلات خارجية
- كلايد مودي على موقع ميوزك برينز (الإنجليزية)
- كلايد مودي على موقع ديسكوغز (الإنجليزية)